# 10598 Маркріс
10598 Маркріс (10598 Markrees) — астероїд головного поясу, відкритий 13 жовтня 1996 року.
Тіссеранів параметр щодо Юпітера — 3,392.